# Estação Consulado
A Estação Consulado é uma das estações do Metrô da Cidade do México, situada na Cidade do México, entre a Estação Bondojito, a Estação Canal del Norte, a Estação Eduardo Molina e a Estação Valle Gómez. Administrada pelo Sistema de Transporte Colectivo, faz parte da Linha 4 e da Linha 5.
Foi inaugurada em 29 de agosto de 1981. Localiza-se no cruzamento da Avenida Congreso de la Unión com a Avenida Río Consulado. Atende o bairro Felipe Ángeles, situado na demarcação territorial de Venustiano Carranza, e o bairro Mártires de Río Blanco, situado na demarcação territorial de Gustavo A. Madero. A estação registrou um movimento de 3.389.795 passageiros em 2016.